# Larissa Wigger
Larissa Elisabeth Maria Wigger (Geesteren, 16 januari 1992) is een Nederlandse voetbalster die tot 2015 uitkwam voor FC Twente. Tevens behaalde ze het kampioenschap in de 3e klasse met TVC'28 vrouwen 1. 

## Carrière

### Jeugd
Wigger begon haar voetbalcarrière toen ze zes jaar oud was bij het Geesterse RKVV STEVO. Ze speelde daar in jongenselftallen en later ook in de districtsselecties van de KNVB. In 2007 ging ze daarnaast ook bij FC Twente in de jeugd voetballen. Doordeweeks trainde ze bij FC Twente en Stevo. In het weekend speelde ze met Stevo dan een wedstrijd in competitieverband en met FC Twente speelde ze af en toe een oefenwedstrijd. Na één jaar in de Twente-jeugd werd ze overgeheveld naar het eerste elftal.

### FC Twente
Wigger is een van de zes meisjes die in het seizoen 2008/09 doorstroomden naar het eerste elftal. In haar tweede seizoen kwam ze mede door blessures weinig in actie. In totaal speelde ze vijf competitieduels en scoorde daarin één keer.
In seizoen 2010/11 werd haar vader Theo als assistent aan de technische staf toegevoegd. Dat seizoen veroverde Wigger een basisplaats centraal in de verdediging waar ze een koppel vormde met de Amerikaanse Caitlin Farrell. Door een blessure moest ze het slot van de competitie missen en toekijken hoe haar teamgenoten de landstitel veroverden. Dezelfde blessure hield Wigger ook het merendeel van seizoen 2011/12 aan de kant. Pas op 23 maart 2012 maakte ze haar rentree in het eerste elftal. In 2015 nam ze afscheid van FC Twente.

### Carrièrestatistieken
| Seizoen         | Club            | Land            | Competitie             | Competitie | Competitie | Beker | Beker | Internationaal | Internationaal | Overig | Overig | Totaal | Totaal |
| Seizoen         | Club            | Land            | Competitie             | Wed.       | Dlp.       | Wed.  | Dlp.  | Wed.           | Dlp.           | Wed.   | Dlp.   | Wed.   | Dlp.   |
| --------------- | --------------- | --------------- | ---------------------- | ---------- | ---------- | ----- | ----- | -------------- | -------------- | ------ | ------ | ------ | ------ |
| 2008/09         | FC Twente       | Nederland       | Eredivisie             | 13         | 0          | 0     | 0     | –              | –              | –      | –      | 13     | 0      |
| 2009/10         | FC Twente       | Nederland       | Eredivisie             | 5          | 1          | 2     | 0     | –              | –              | –      | –      | 7      | 1      |
| 2010/11         | FC Twente       | Nederland       | Eredivisie             | 11         | 0          | 0     | 0     | –              | –              | –      | –      | 11     | 0      |
| 2011/12         | FC Twente       | Nederland       | Eredivisie             | 6          | 0          | 1     | 0     | –              | –              | –      | –      | 7      | 0      |
| 2012/13         | FC Twente       | Nederland       | BeNe League Orange/WBL | 20         | 1          | 0*    | 0     | –              | –              | –      | –      | 20     | 1      |
| 2013/14         | FC Twente       | Nederland       | Women's BeNe League    | 25         | 2          | 0*    | 0     | 5              | 0              | –      | –      | 30     | 2      |
| 2014/15         | FC Twente       | Nederland       | Women's BeNe League    | 23         | 3          | 0*    | 0     | 2              | 0              | –      | –      | 25     | 3      |
| Carrière totaal | Carrière totaal | Carrière totaal | Carrière totaal        | 90         | 7          | 3     | 0     | 7              | 0              | 0      | 0      | 100    | 7      |